# Don Byron
Pour les articles homonymes, voir Byron.
Don Byron (né le 8 novembre 1958) est un compositeur, saxophoniste et clarinettiste de jazz.
Byron est considéré comme un musicien de jazz mais il s'est aventuré dans d'autres genres musicaux : la musique klezmer, les lieder allemands, la musique de dessins animés, un morceau de Jimi Hendrix et un enregistrement avec le rappeur Biz Markie.

## Biographie
Byron est né dans le Bronx à New York. Ses parents étaient musiciens : sa mère pianiste et son père bassiste dans des orchestres calypso. Il a étudié la musique au New England Conservatory de Boston.
Byron a été nommé pour un Grammy award pour son solo de clarinette basse sur "I Want to Be Happy" de Ivey-Divey.
L'album Tuskegee Experiments fait explicitement référence à l'Étude de Tuskegee sur la syphilis, scandale sanitaire d'expérimentation médicale sur des populations noires, et à la ségrégation subies par les pilotes noirs Tuskegee Airmen, considérées comme "métaphores de la vie des Afro-Américains".
Byron est membre de The Black Rock Coalition. Il a enregistré en particulier avec Uri Caine, Vernon Reid, Bill Frisell, Joe Henry.

## Discographie
- Tuskegee Experiments (1992)
- Plays the Music of Mickey Katz (1993)
- Music for Six Musicians (1995)
- No-Vibe Zone: Live at the Knitting Factory (1996)
- Bug Music (1996)
- Nu Blaxploitation (1998)
- Romance with the Unseen (1999)
- A Fine Line: Arias and Lieder (2000)
- You Are #6: More Music for Six Musicians (2001)
- Ivey-Divey (2004)
- A Ballad for Many (2006)
- Light, "Four Thoughts on Marvin Gaye, Thought #3", Ethel, 2006
- Do The Boomerang - The Music of Junior Walker" (2006)